# Educação Estatística
A Educação Estatística consiste em uma nova área de atuação pedagógica em que inúmeros pesquisadores têm sido incentivados a buscar as origens das dificuldades pedagógicas dos estudantes em relação à Estatística, momento em que aparecem as investigações envolvendo o ensino e a aprendizagem nesta área, desde a década de 1990.
Atualmente, a Educação Estatística é objeto de análise em centros de pesquisa como no American Statistics Association (ASA) e no International Association for Statistical Education (IASE), tendo como finalidade a promoção do entendimento e do avanço da Educação Estatística e o fomento do desenvolvimento de serviços educacionais que envolvam educadores estatísticos e instituições educacionais por meio de contatos internacionais entre indivíduos e organizações.
Diversos centros de pesquisas no mundo têm a Educação Estatística como objeto de estudo, promovendo o seu entendimento e o seu avanço, fomentando o desenvolvimento de serviços educacionais efetivos e eficientes entre indivíduos e organizações, educadores estatísticos e instituições de ensino .
A Conferência Internacional "Experiências e Expectativas do Ensino de Estatística – Desafios para o Século XXI", realizada na Universidade Federal de Santa Catarina é um marco na Educação Estatística no Brasil, área que começa a se consolidar enquanto assunto de pesquisa .
A área da Educação Estatística tem desenvolvido estudos sobre os problemas relacionados ao ensino e aprendizagem da combinatória, probabilidade e estatística. Neste contexto,  considera as interfaces existentes nos raciocínios necessários ao estudo dessas temáticas, estabelecendo a intersecção com a Educação Matemática e se justifica, no currículo de Matemática da Educação Básica, a abordagem de conceitos da análise combinatória, da probabilidade e da estatística.